# Gloydius blomhoffii
Espèce
Synonymes
- Trigonocephalus blomhoffii Boie, 1826
- Trigonocephalus blomhoffi var. megaspilus Cope, 1859
- Gloydius blomhoffi (Boie, 1826)
- Agkistrodon blomhoffii dubitatus Gloyd, 1977

Gloydius blomhoffii est une espèce de serpents de la famille des Viperidae.

## Répartition
Cette espèce se rencontre :
- en Corée du Nord ;
- en Corée du Sud ;
- au Japon, sauf dans les îles Ryūkyū où il n'existe pour l'instant pas de preuve de sa présence ;
- en République populaire de Chine ;
- en Russie sur l'île de Kounachir.

## Description

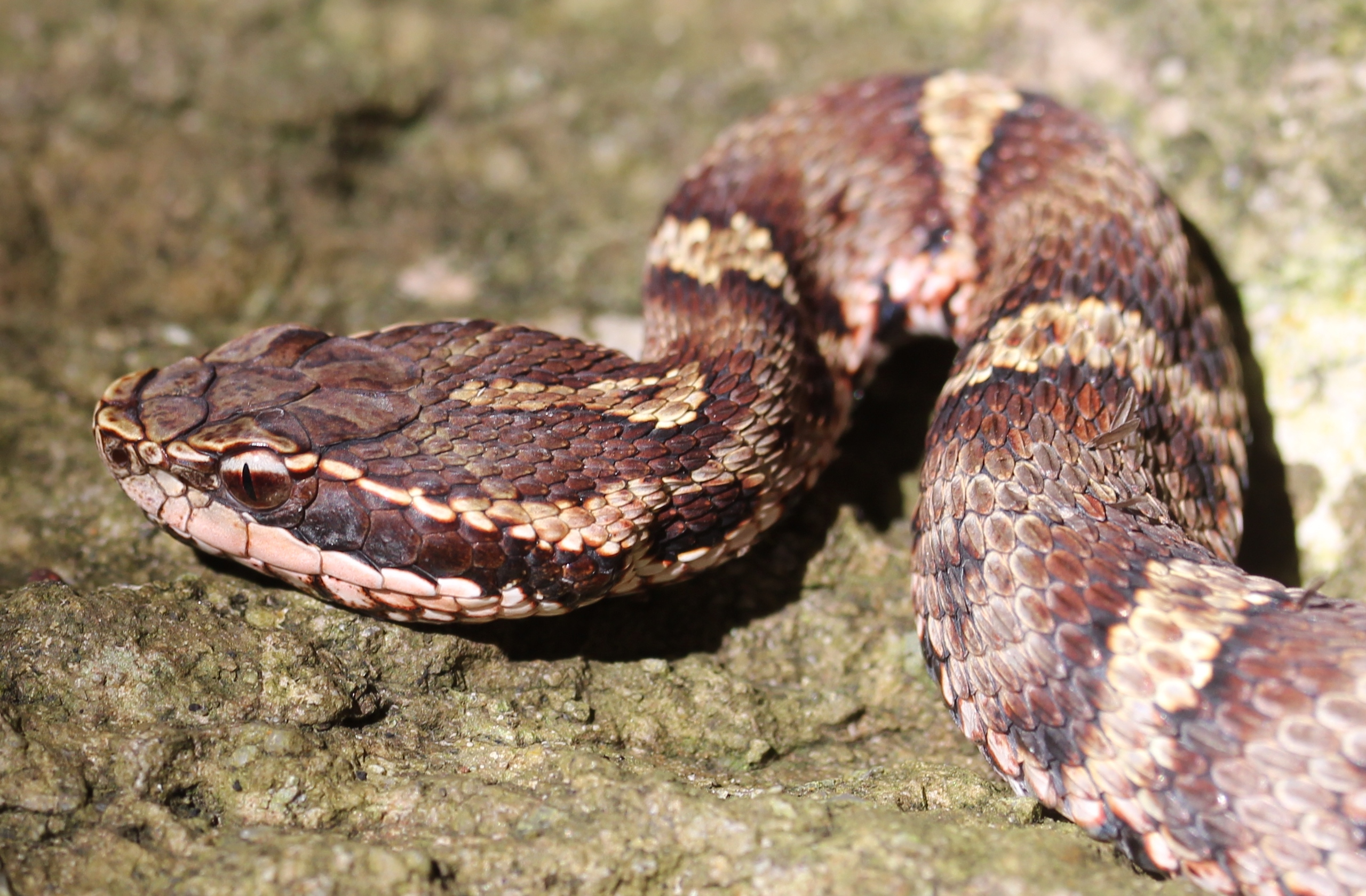

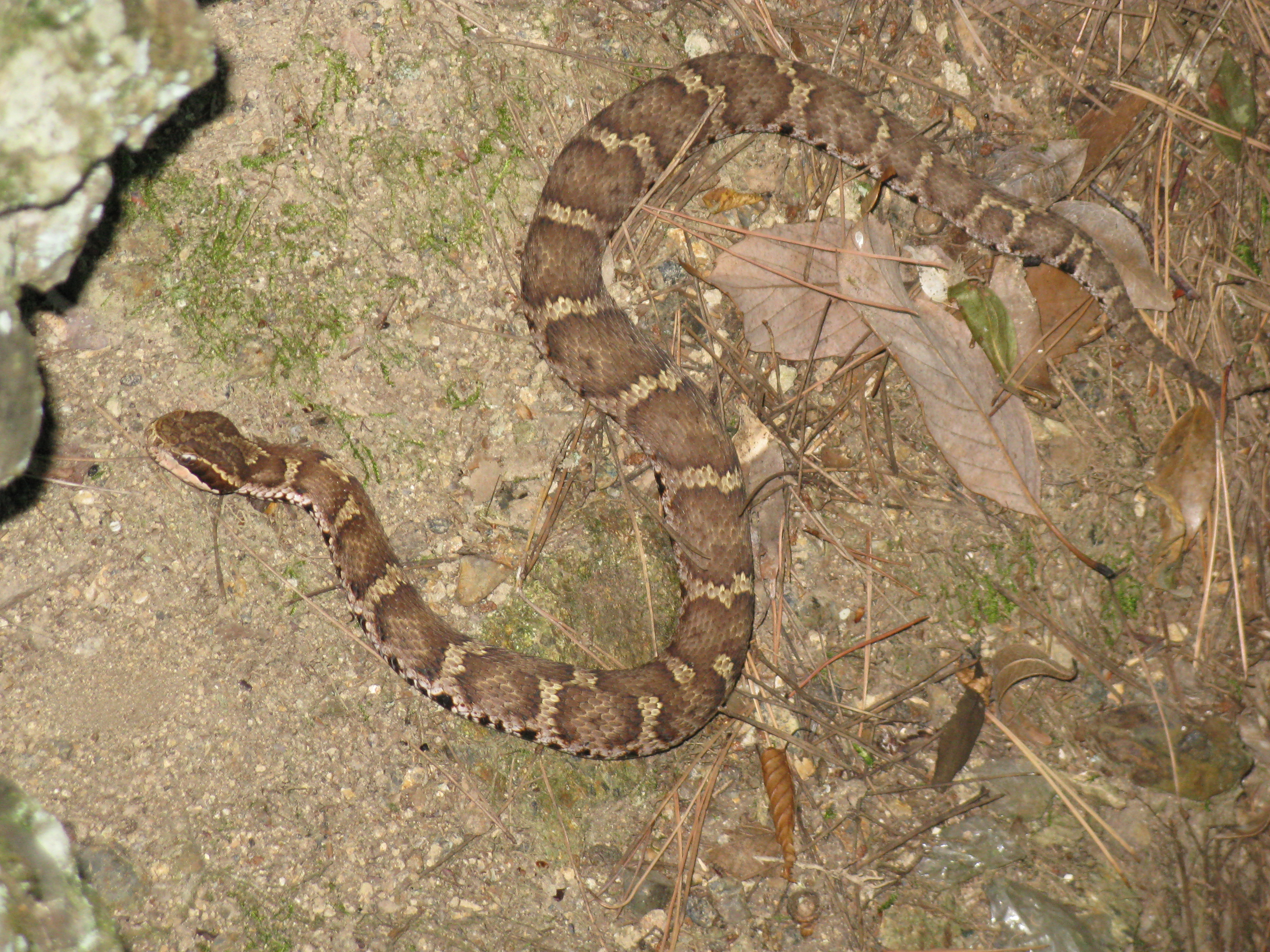

Gloydius blomhoffii est un serpent venimeux qui mesure en moyenne 50 cm mais les plus grands spécimens atteignent jusqu'à 90 cm. Son dos est gris-beige avec le larges anneaux brun-ocre. Cette espèce se nourrit d'oiseaux et de rongeurs.

## Liste des sous-espèces
Selon The Reptile Database (16 sept. 2011) :
- Gloydius blomhoffii blomhoffii (Boie, 1826)
- Gloydius blomhoffii dubitatus (Gloyd, 1977) - République populaire de Chine

## Étymologie
Cette espèce est nommée en l'honneur de Jan Cock Blomhoff, la personne ayant collecté le spécimen ayant servi à la description.

## Publications originales
- Boie, 1826 : Merkmale einiger japanischer Lurche. Isis von Oken, vol. 19, p. 203-216 (texte intégral).
- Gloyd, 1977 : Descriptions of new taxa of crotalid snakes from China and Ceylon (Sri Lanka). Proceedings of the Biological Society of Washington, vol. 90, no 4, p. 1002-1015 (texte intégral).